# سوپ آبجو
سوپ آبجو (آلمانی: Biersuppe , Alsatian) سوپی است که معمولاً بر پایه روو است و با آبجو درست می‌شود. در اروپای قرون وسطی، آن را به عنوان سوپ صبحانه سرو می‌کردند، که گاهی روی نان می‌ریختند.
تغییرات در دستور غذا از نشاسته بودن سیب زمینی به عنوان غلیظ کننده استفاده می‌کند. نسخه سوربی شیرین است و خامه و کشمش به آن اضافه شده‌است.

## برای مطالعهٔ بیشتر
- The Soup Book - Louis P. De Gouy - Google Books. صفحه ۷۹.